# Rio Lima
O rio Lima (em galego Limia) é um curso de água internacional que nasce a uma altitude de 950 metros no monte Talariño, na serra de São Mamede, na província de Ourense, na Galiza, Espanha, e que atravessa o Alto Minho, no Norte de Portugal.
No seu percurso galego, de 41 km, o rio é muitas vezes designado por nomes locais, como Talariño, Freixo ou Mourenzo, apesar da designação oficial galega ser Limia; aí passa, entre outras povoações da província de Ourense, por Xinzo de Limia, à qual dá o nome.
Entra em Portugal, próximo do Lindoso e de Soajo, e passa por Ponte da Barca e Ponte de Lima, até desaguar no oceano Atlântico junto a Viana do Castelo, após percorrer um total de 108 km com um caudal médio de 324 600 m3/s.
Pertence à bacia hidrográfica do rio Lima e à região hidrográfica do Minho e Lima. O seu contorno a norte é formado pela serra do Soajo e linha divisória do rio Minho até à serra de Arga e desta até ao Oceano Atlântico pelas serras de Perre e Santa Luzia; ao sul pelas serras da Amarela, Nora e Faro.
Em Portugal, tem um comprimento aproximado 66,9 km e uma área de bacia de aproximadamente 2370 km².

## Mitologia e história

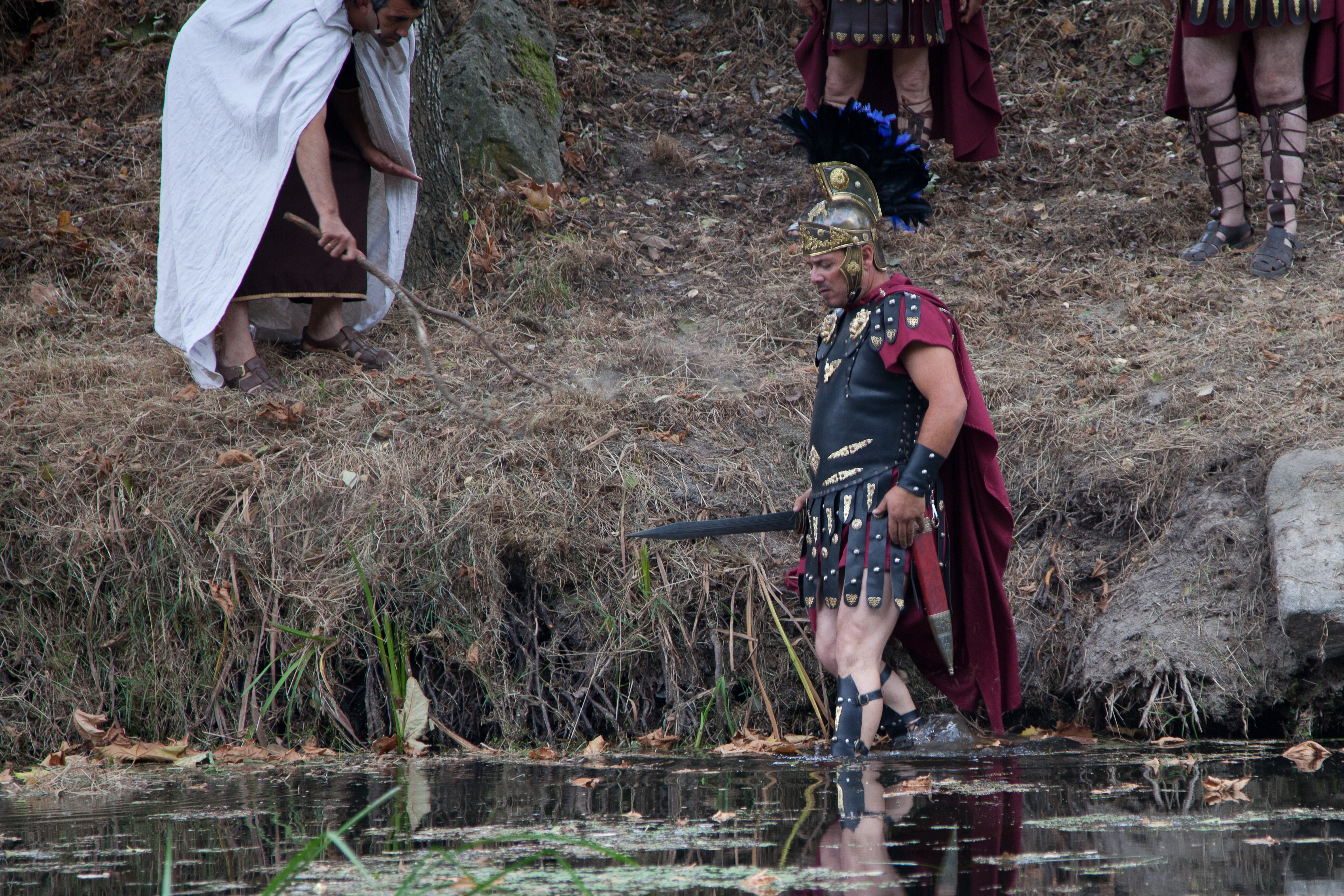
Recriação histórica da travessia do Rio Lima por Décimo Júnio Bruto, na "Festa do Esquecimento", em Xinzo.

Este rio foi indicado como sendo o mitológico Lete por Estrabão e fabulado profusamente na mitologia greco-romana como o rio do esquecimento, da dissimulação. Também era chamado de Belião.

Mitologia e geografia cruzaram-se num momento histórico, em 138 a.C., durante a conquista romana da Península Ibérica. Quando o general romano Décimo Júnio Bruto Galaico dispõe-se a derrubar o mito, já que o rio impedia a progressão da sua campanha militar na região. Atravessou o Lima só e, da outra margem, chamou os seus soldados, um por um, pelos seus nomes. Os seus soldados, espantados pelo facto do seu general manter a memória, atravessaram então o rio, sem medo, claudicando o mito do Lete. Este evento histórico é recriado em Xinzo, Espanha, numa festa chamada "Festa do Esquecimento".

## Afluentes mais importantes
Da nascente para a foz, estes são os afluentes mais importantes do rio Lima, em território português: 

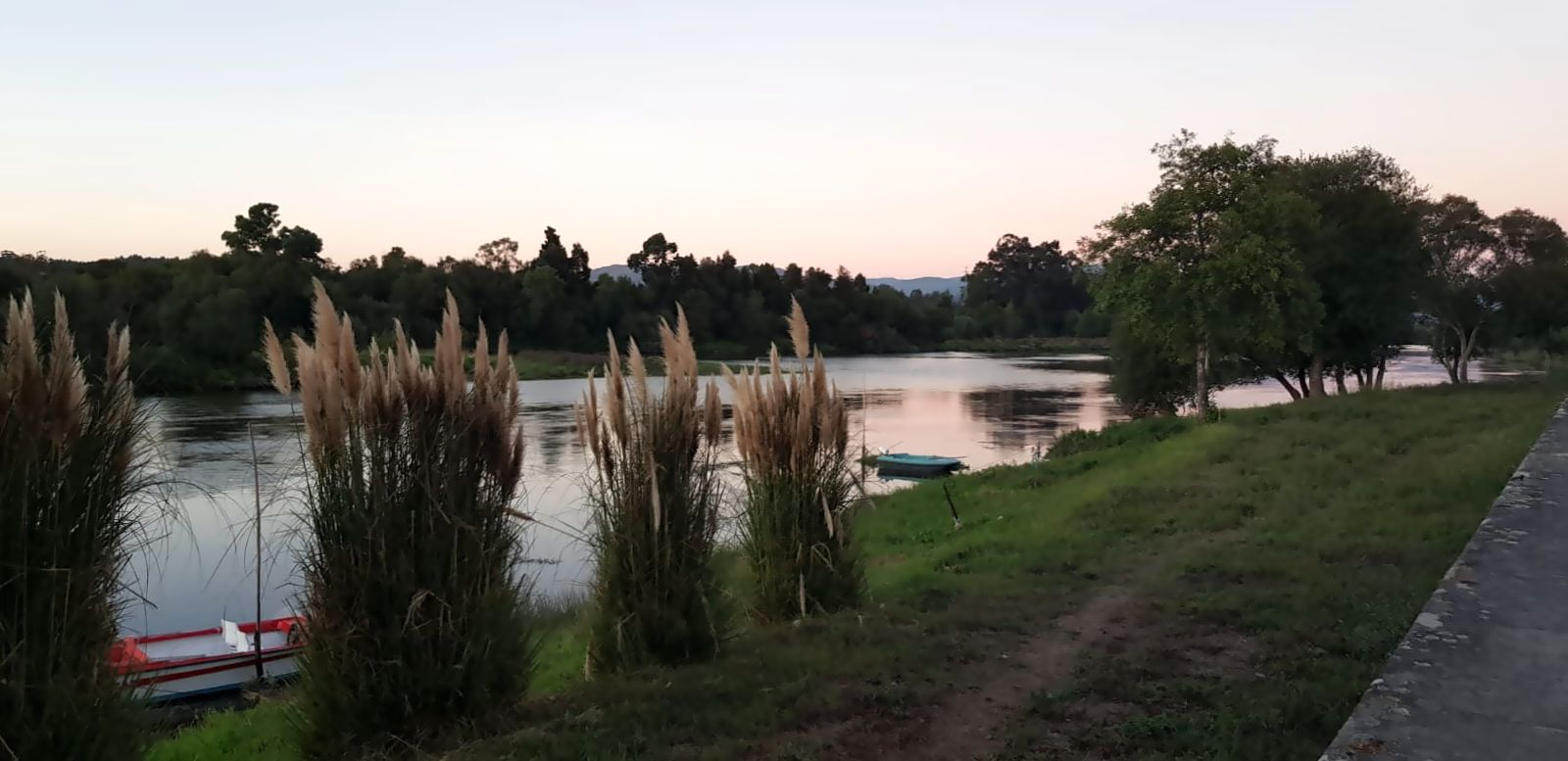
Margem do Rio Lima

- Rio Cabril
- Rio Castro Laboreiro
- Ribeira da Varziela
- Rio da Peneda
- Rio da Veiga
- Rio Adrão
- Ribeiro Lapa
- Rio Froufe
- Ribeiro Carcerelha
- Rio Tamente
  - Rio Portuzelo
    - Ribeiro Paradela
- Rio Tora
- Rio Vez
  - Ribeira Frades
  - Ribeiro São Mamede
  - Rio de Cabreiro
  - Rio Frio
  - Rio Ázere
    - Ribeira Porto Avelar
- Ribeiro Castro
- Rio Cabrão
- Rio Vade
- Ribeiro Cangeira
- Ribeiro Couto
- Ribeiro São João
- Rio Labruja
- Ribeiro Serdelo
- Rio Estorãos
- Ribeira Silvareira
- Rio Trovela
- Rio Pontido
- Rio Seixo
- Ribeiro Lourinhal
- Ribeira Nogueira
- Ribeira Portuzelo
- Ribeira da Casa do Rio
- Ribeira São Simão[3]

## Pontes sobre o rio Lima
Sobre o rio Lima, podemos encontrar várias pontes, algumas com importância histórica, das quais se destacam:
- Ponte de Ponte da Barca, em Ponte da Barca
- Ponte de Ponte de Lima, em Ponte de Lima

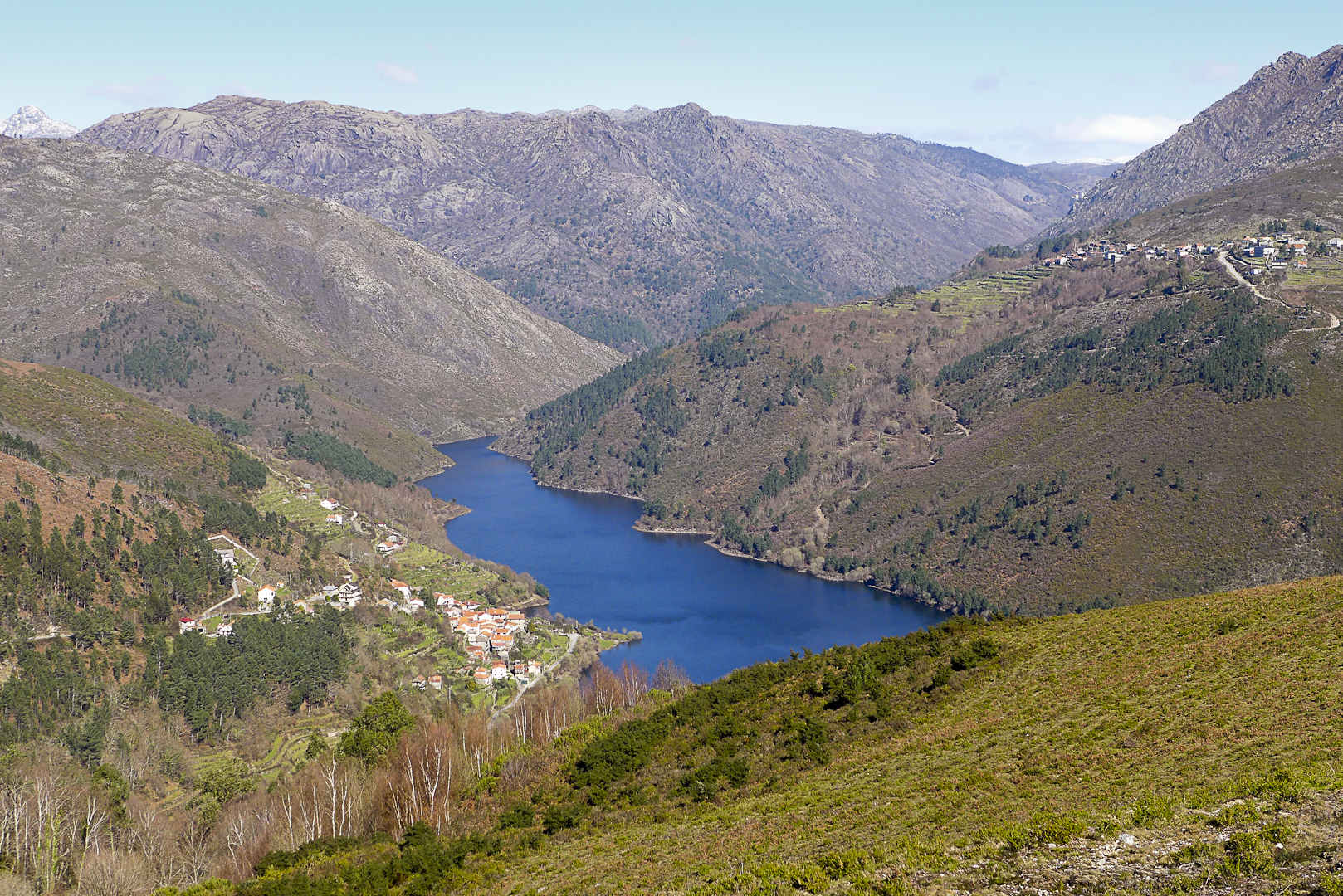
Rio Lima; à esquerda a Várzea e a serra do Soajo

- Ponte Eiffel, em Viana do Castelo

## Barragens no rio Lima
- Barragem das Conchas (Em território espanhol)
- Barragem do Alto-Lindoso
- Barragem de Touvedo

## Pirogas do Rio Lima
No município de Viana do Castelo, no leito do rio Lima, foram encontradas entre 1985 e 2008 seis pirogas monóxilas (embarcações feitas a partir de um tronco de árvore, escavado para o efeito que são conhecidas, na Europa, desde o período neolítico).
As pirogas encontram-se numeradas de 1 a 6, de acordo com a sequência em que foram encontradas, provêm sobretudo do Lugar da Passagem (na altura, freguesia de Moreira de Geraz do Lima), Lugar da Passagem (Lanheses) e Mazarefes, e datam dos séculos IV/III a.C. (Idade do Ferro), dos séculos VIII/IX (Período da Reconquista) e século XI (Idade Média).
Em Abril de 2021, foi aprovado em Conselho de Ministros a classificação como interesse nacional com a designação de “tesouro nacional” das seis pirogas monóxilas.